# Mars 1983

## Actualités du mois
- Élections municipales en France
- Élections fédérales en Allemagne
- signature de la Convention de Carthagène en Colombie
- Lancement de l’Initiative de défense stratégique aux États-Unis
- Démission d’Ariel Sharon en Israël
- Yamoussoukro, village natal du président ivoirien Félix Houphouët-Boigny, est aménagé et embelli de manière à devenir la capitale du pays.

- 8 mars : devant un auditoire de fondamentalistes protestants, Ronald Reagan dénonce l’Union soviétique comme « l’empire du mal » (The evil empire)[1].

- 13 mars (Formule 1) : Grand Prix automobile du Brésil.

- 23 mars : discours sur la sécurité nationale[2]. Pour briser la logique de « l’équilibre de la terreur », Reagan lance un programme défensif, l’Initiative de défense stratégique (IDS) baptisé par ses détracteurs « guerre des étoiles ». Il s’agirait de construire un bouclier antinucléaire impénétrable qui procurerait une « survie mutuelle assurée », au lieu de la « destruction mutuelle assurée » (MAD) de la dissuasion classique. Les critiques arguent qu’un tel système est déstabilisant, techniquement inefficace et onéreux, et qu’il risque de militariser l’espace. Les partisans de l’IDS remarquent que la MAD est immorale et que, du fait de la précision des missiles, les forces offensives sont vulnérables en cas d’attaque. En se lançant dans une course aux armements qui fait appel à la haute technologie, Reagan espère essouffler l’URSS attardée techniquement.

- 25 mars:  le premier moonwalk du "roi de la pop" Michael Jackson pour le 25e anniversaire de la motown.

- 27 mars (Formule 1) : Grand Prix automobile de la côte ouest des États-Unis.

- 31 mars (Brésil) : première manifestation Diretas Já ! à Abreu e Lima au Pernambouc. 
  - La crise économique est à son comble en partie à cause d’une politique économique hésitante. Les militaires en sont discrédités. Divisés, ils doivent faire face à une énorme mobilisation populaire sur le thème Diretas Já ! (Élections directes tout de suite !) alors que le président Figueiredo choisit son successeur. Les modérés du PMDB arrivent à convaincre la gauche du parti de se ranger derrière Tancredo Neves. À l’intérieur du PDS (Partido Progressista), le président du parti José Sarney forme le PFL (Partido da Frente Liberal) qui refuse le candidat proposé par Figueiredo. Le PFL et le PMDB se rapprochent pour former l'AD (Aliança Democrática) pour soutenir la candidature du ticket Neves-Sarney. Les duros lancent des menaces, ce qui oblige Neves à donner des garanties qu’en cas de victoire, il n’y aurait pas d’esprit de revanche (revanchismo).

## Naissances
- 1er mars : Émile Parfait Simb, informaticien, entrepreneur et crypto investisseur Camerounais.
- 2 mars : Lisandro López, footballeur argentin.
- 3 mars :
  - Marie-Pier Boudreau Gagnon, nageuse synchronisée québécoise.
  - Marylise Lévesque, judokate canadienne.
  - Sarah Poewe, nageuse allemande.
  - Katie White, chanteuse, guitariste et bassiste britannique, du groupe de pop rock alternatif The Ting Tings.
  - Huang Xiaoxiao, athlète chinoise, spécialiste du 400 mètres haies.
- 14 mars : Taylor Hanson, chanteur américain.
- 15 mars : 
  - Florencia Bertotti, chanteuse et actrice argentine.
  - Slađana Topić, handballeuse bosnienne.
  - Sean Biggerstaff, acteur écossais.
  - Jean-Jacques Gosso, footballeur ivoirien.
- 19 mars : Evan Bourne, catcheur de la WWE.
- 23 mars : Mohamed Farah, athlète britannique et somalien spécialiste des courses de fond.
- 29 mars : 
  - Ed Skrein, rappeur et acteur britannique.
  - Sofian El Adel, joueur international néerlandais de futsal.
- 31 mars : Vlásios Máras, gymnaste grec.

## Décès
- Serge de Poligny, réalisateur et scénariste français.
- 3 mars : Georges Remi dit Hergé, auteur de bande dessinée belge, « père » de Tintin.
- 6 mars : Cathy Berberian, cantatrice américaine.
- 8 mars : Chabuca Granda (de son vrai nom Maria Isabel Granda Larco), chanteuse péruvienne (° 3 septembre 1920).
- 13 mars : Louison Bobet, cycliste français (° 12 mars 1925).
- 28 mars : Suzanne Belperron, Joaillière française (° 26 septembre 1900).